# Bambusa multiplex var. Elegans
Bambusa multiplex var. Elegans, B. glaucescens var. Elegans, B. glaucescens var. Fernleaf, B. glaucescens var. Gracillima, és un bambú petit, alçada màxima 3 metres.

## Característiques
Bambú de fulles molt petites repartides a un costat i a l'altre de la branca assemblant-se a les falgueres, d'on li ve el nom emprat de vegades de Fernleaf.

## Cultiu
Atès que no és resistent al fred intens, aquest bambú s'ha de plantar-lo en una situació protegida o en un clima d'hivern suau. Perfecte per a conrear-lo en test o jardinera, en galeria o en interiors ben il·luminats.